# Associazione Polisportiva Lucana 1942-1943
Questa pagina raccoglie le informazioni riguardanti l'Associazione Polisportiva Lucana nelle competizioni ufficiali della stagione 1942-1943.

## Rosa
| N. |                   | Ruolo | Calciatore     |
| -- | ----------------- | ----- | -------------- |
| -  | Italia (bandiera) | D     | Avanzi         |
| -  | Italia (bandiera) | D     | Bartolini      |
| -  | Italia (bandiera) | A     | Boccio         |
| -  | Italia (bandiera) | C     | Bonora         |
| -  | Italia (bandiera) | A     | Rocco Borromeo |
| -  | Italia (bandiera) | C     | Cecconi        |
| -  | Italia (bandiera) | A     | Giuseppe Coda  |
| -  | Italia (bandiera) | P     | Gimona         |

| N. |                   | Ruolo | Calciatore         |
| -- | ----------------- | ----- | ------------------ |
| -  | Italia (bandiera) | D     | Grazio Lasorella   |
| -  | Italia (bandiera) | D     | Arnaldo Leonzio    |
| -  | Italia (bandiera) | P     | Antonio Marganella |
| -  | Italia (bandiera) | C     | Odino              |
| -  | Italia (bandiera) | D     | Pica               |
| -  | Italia (bandiera) | A     | Puccetti           |
| -  | Italia (bandiera) | A     | Saura              |
| -  | Italia (bandiera) | A     | Vendemmiati        |